# Stuarts Draft
Stuarts Draft is een plaats (census-designated place) in de Amerikaanse staat Virginia, en valt bestuurlijk gezien onder Augusta County.

## Demografie
Bij de volkstelling in 2000 werd het aantal inwoners vastgesteld op 8367.

## Geografie
Volgens het United States Census Bureau beslaat de plaats een oppervlakte van
51,4 km², geheel bestaande uit land. Stuarts Draft ligt op ongeveer 407 m boven zeeniveau.

## Plaatsen in de nabije omgeving
De onderstaande figuur toont nabijgelegen plaatsen in een straal van 12 km rond Stuarts Draft.